# السلالة الغزنوية
كانت السلالة الغزنوية (الفارسية: دودمان غزنویان) سلالة مسلمة متأثرة بالثقافة الفارسية من أصل مملوكي تركي، في أقصى توسع لها حكمت أجزاء كبيرة من أفغانستان وإيران ، ومساحات كبيرة من بلاد ما وراء النهر، والشمال الغربي لشبه القارة الهندية منذ 977 حتى 1186. تأسست السلالة من قبل سُبُكْتِكِيْن عند خلافته لحكم منطقة غزنة بعد وفاة والد زوجته، ألب تكين، الذي كان جنرالًا سابقًا للإمبراطورية السامانية من بلخ، شمال هندوكوش في خراسان الكبرى.
على الرغم من أن السلالة كانت من أصل تركي وسط آسيوي، فإنه أضفي عليها الطابع الفارسي بصورة شاملة من ناحية اللغة، والثقافة، والأدب، والعادات، لذا تعتبر «سلالة فارسية».
أعلن ابن سُبُكْتِكِيْن، محمود الغزنوي، الاستقلال عن الإمبراطورية السامانية ووسع الإمبراطورية الغزنوية إلى آمو داريا ونهر السند والمحيط الهندي في الشرق، وإلى الري وهمدان في الغرب. في عهد مسعود الأول، بدأت سلالة الغزنويين تفقد السيطرة على أراضيها الغربية للسلالة السلجوقية بعد معركة دانداناقان، ما أدى إلى الحد من ممتلكاتها في أفغانستان وباكستان (البنجاب وبلوشستان). في عام 1151، خسر السلطان بهرام شاه غزني للملك الغوري علاء الدين حسين.

## الصعود إلى السلطة
نشأت عائلتان عسكريتان من الحراس العبيد الأتراك في الإمبراطورية السامانية، الغزنويون والسمجوريون، الذين ثبت في النهاية أنهم كانوا كارثة للسامانيين. تلقى السمجوريون إقطاعة في منطقة كوهستان شرق خراسان. تنافس الجنرالات السامانيون ألب تكين وأبو الحسن سمجوري على حكم خراسان والسيطرة على الإمبراطورية السامانية من خلال وضع أمراء على العرش يمكن أن يهيمنوا عليهم بعد وفاة عبد الملك الأول عام 961. تسببت وفاته في أزمة خلافة بين إخوته. رفضت محكمة قضائية محرضة من قبل رجال من الطبقة الكتابية -وهم وزراء مدنيون عوضًا عن جنرالات أتراك- ترشيح ألب تكين للعرش الساماني. وضع منصور الأول على العرش بدلًا من ذلك، وتقاعد ألب تكين بحصافة إلى جنوب هندوكوش، حيث استولى على غزنة وأصبح حاكم المدينة كسلطة سامانية. تمتعت عائلة السمجوريين بالسيطرة على خراسان جنوب آمو داريا لكنهم تعرضوا لضغوط شديدة من قبل سلالة إيرانية ثالثة كبرى، السلالة البويهية، ولم يتمكنوا من النجاة من انهيار السامانيين والظهور اللاحق للغزنويين.
أظهرت نضالات جنرالات العبيد الأتراك -من أجل السيطرة على العرش بمساعدة من تحويل الولاء من القادة الوزاريين للمحكمة- وسرعت من التدهور الساماني. اجتذب الضعف الساماني إلى قبائل ترانسوكسيانا من القارلوق، الذين كانوا شعبًا تركيًا اعتنق الإسلام مؤخرًا.
بعد وفاة ألب تكين في عام 963، تولى العرش أبو إسحاق إبراهيم، وتولى بعده عبده سُبُكْتِكِيْن.

## الهيمنة

### سُبُكْتِكِيْن
بدأ سُبُكْتِكِيْن، صهر ألب تكين ومؤسس الإمبراطورية الغزنوية، بتوسيعها من خلال الاستيلاء على الأراضي السامانية وأراضي كابول شاهي، بما في ذلك معظم ما هو الآن أفغانستان وجزء من باكستان. يسجل المؤرخ الفارسي في القرن السادس عشر، فرشته، أنساب سُبُكْتِكِيْن حيث ينحدر من الملوك الساسانيين: «سوبوكتو وكين، وابن جوكان، وابن كوزل هكوم، وابن كوزل أرسلان، وابن فِيروز، وابن يزدجرد الثالث، وملك بلاد فارس». مع ذلك، يعتقد المؤرخون الحديثون أن هذه كانت محاولة لربط نفسه بتاريخ بلاد فارس القديمة.
بعد وفاة سُبُكْتِكِيْن، اعتلى ابنه إسماعيل العرش لفترة مؤقتة، لكن هزمه وأسره محمود في 998 في معركة غزني.

### محمود بن سُبُكْتِكِيْن
في عام 997، اعتلى محمود -الذي كان ابنًا آخر لسُبُكْتِكِيْن- العرش، وأصبحت غزنة والسلالة الغزنوية مرتبطين به بشكل دائم. أكمل غزو الأراضي السامانية وأراضي شاهي، بما في ذلك المملكة الإسماعيلية ملتان، والسند، وكذلك بعض الأراضي البويهية. حسب كل الروايات، كان حكم محمود العصر الذهبي وقمة الإمبراطورية الغزنوية. قام محمود بسبع عشرة رحلة استكشافية عبر شمال الهند لإرساء سيطرته وتأسيس دول خاضعة، وأسفرت غاراته أيضًا عن نهب قدر كبير من الغنائم. أسس سلطته من حدود الراي إلى سمرقند، ومن بحر قزوين إلى يامونا.
في عهد محمود (997-1030)، أسكن الغزنويون 4000 عائلة تركمانية بالقرب من فارانا في خراسان. بحلول عام 1027، بسبب غارة التركمان على المستوطنات المجاورة، قاد حاكم طوس، أبو الحارث أرسلان جادهب، هجمات عسكرية ضدهم. هزم التركمان وتناثروا في الأراضي المجاورة. على الرغم من ذلك، في وقت متأخر من عام 1033، أعدم حاكم الغزنوي طاش فراش خمسين فردًا من قادة التركمان لشن غارات في خراسان.
كانت الثروة التي أعيدت من حملات محمود في الهند إلى غزنة هائلة، ويقدم المؤرخون المعاصرون (مثل أبو الفضل البيهقي، وأبو قاسم الفردوسي) وصفًا متوهجًا لروعة العاصمة ودعم القاهر السخي للأدب. توفي محمود في عام 1030.